# 鶴ケ岡 (ふじみ野市)
鶴ケ岡（つるがおか）は、埼玉県ふじみ野市の町名。現行行政地名は鶴ケ岡一丁目から鶴ケ岡五丁目。住居表示実施済み区域。郵便番号は356-0045。

## 世帯数と人口
2022年（令和4年）8月1日現在の世帯数と人口は以下の通りである。
| 町丁         | 世帯数    | 人口    |
| ------------ | --------- | ------- |
| 鶴ケ岡一丁目 | 603世帯   | 1,320人 |
| 鶴ケ岡二丁目 | 620世帯   | 1,338人 |
| 鶴ケ岡三丁目 | 537世帯   | 1,071人 |
| 鶴ケ岡四丁目 | 814世帯   | 1,809人 |
| 鶴ケ岡五丁目 | 690世帯   | 1,858人 |
| 計           | 3,264世帯 | 7,396人 |

## 小・中学校の学区
市立小・中学校に通う場合、学区（校区）は以下の通りとなる。
| 丁目             | 番地      | 小学校                   | 中学校                   |
| ---------------- | --------- | ------------------------ | ------------------------ |
| 一丁目から四丁目 | 全域      | ふじみ野市立鶴ヶ丘小学校 | ふじみ野市立大井東中学校 |
| 五丁目           | 1番〜2番  | ふじみ野市立鶴ヶ丘小学校 | ふじみ野市立大井東中学校 |
| 五丁目           | 3番〜17番 | ふじみ野市立三角小学校   | ふじみ野市立大井西中学校 |

## 交通

### 鉄道
町内に鉄道は敷設されていない。

### 道路
- 国道254号
- 埼玉県道56号さいたまふじみ野所沢線
- 鶴ケ岡中央通り
- 鶴ケ岡けやき通り

## 施設
- ふじみ野市立鶴ヶ丘小学校
- ホンダテクニカルカレッジ関東
- 鶴ケ岡コミュニティセンター
- 県営住宅大井鶴ケ岡団地
- 鶴ヶ岡すまいる保育園
- ゆずり葉保育園
- 鶴ヶ岡八幡神社
- 創価学会埼玉大井平和会館
- 鶴ケ岡中央公園
- あかまつ公園
- 鶴ケ岡三丁目公園
- 区画整理記念公園